# Los Angeles Lakers 1980-1981
La stagione 1980-81 dei Los Angeles Lakers fu la 32ª nella NBA per la franchigia.
I Los Angeles Lakers arrivarono secondi nella Pacific Division della Western Conference con un record di 54-28. Nei play-off persero al primo turno con gli Houston Rockets (2-1).

## Roster
| N°   | Naz.                   | Ruolo | Sportivo            | Anno | Alt. | Peso |
| ---- | ---------------------- | ----- | ------------------- | ---- | ---- | ---- |
| 9    | Stati Uniti (bandiera) | AC    | Jim Chones          | 1949 | 211  | 100  |
| 10   | Stati Uniti (bandiera) | G     | Norm Nixon          | 1955 | 188  | 77   |
| 14   | Stati Uniti (bandiera) | G     | Brad Holland        | 1956 | 191  | 82   |
| 15   | Stati Uniti (bandiera) | A     | Eddie Jordan        | 1955 | 185  | 77   |
| 21   | Stati Uniti (bandiera) | GA    | Michael Cooper      | 1956 | 196  | 77   |
| 23   | Stati Uniti (bandiera) | G     | Tony Jackson        | 1958 | 183  | 77   |
| 24   | Stati Uniti (bandiera) | G     | Butch Carter        | 1958 | 196  | 82   |
| 25   | Stati Uniti (bandiera) | G     | Alan Hardy          | 1957 | 201  | 88   |
| 32   | Stati Uniti (bandiera) | GA    | Magic Johnson       | 1959 | 206  | 100  |
| 33   | Stati Uniti (bandiera) | C     | Kareem Abdul-Jabbar | 1947 | 218  | 121  |
| 34   | Stati Uniti (bandiera) | A     | Myles Patrick       | 1954 | 203  | 100  |
| 40-8 | Stati Uniti (bandiera) | AC    | Jim Brewer          | 1951 | 206  | 95   |
| 52   | Stati Uniti (bandiera) | GA    | Jamaal Wilkes       | 1953 | 198  | 86   |
| 54   | Stati Uniti (bandiera) | AC    | Mark Landsberger    | 1955 | 203  | 98   |

## Staff tecnico
- Allenatore: Paul Westhead
- Vice-allenatori: Pat Riley, Mike Thibault
- Preparatore atletico: Jack Curran